# C++ AMP
C++ Accelerated Massive Parallelism (сокращенно C++ AMP) — библиотека, использующая DirectX 11, и открытая спецификация, созданные Microsoft для реализации параллельных программ для гибридных систем на языке C++. Система C++AMP позволяет переносить вычисления на GPU (видеоускорители) без внесения большого количества изменений в программы. Код, который не может запуститься на GPU, например, из-за своей сложности, будет автоматически запущен на центральном процессоре с применением SIMD (SSE) инструкций. Реализация системы от Microsoft (единственная на настоящий момент) включена в Visual Studio 2012 и включает в себя отладчик и профилировщик. Поддержку других платформ и оборудования могли бы реализовать компания Microsoft или другие в будущем.
Для изначального релиза C++ AMP от Microsoft требуется ОС Windows 7 или Windows Server 2008 R2.
В язык добавлена синтаксическая конструкция «restrict(amp)», которая может быть указана для любой функции (в том числе для лямбда-функции), обозначающая что она может быть исполнена на акселераторе C++ AMP. Ключевое слово restrict в данном случае означает, что компилятор должен оценить, подходит ли данная функция для GPU (использует ли она лишь те возможности языка C++, которые могут быть исполнены на большинстве GPU).
Пример использования:
```
void
 
myFunc
()
 
restrict
(
amp
)
 

 
{

   
// Код функции

 
}

```

Microsoft или другие будущие производители систем, совместимых с C++ AMP могли бы добавить другие спецификаторы restrict, в дополнение к «amp».
Остальная часть C++ AMP доступна через заголовочный файл <amp.h> и пространство имен «concurrency». Основные классы C++ AMP: array (контейнер данных для акселератора), array_view (обертка для данных), index (координаты точки в N-мерном декартовом пространстве с целочисленными координатами), extent (N-мерная целочисленная размерность), accelerator (вычислительный блок, например, GPU, на котором будет выделяться память и запускаться вычисление), accelerator_view (вид акселератора).
Также определена глобальная функция parallel_for_each, которая позволяет определить параллельный цикл для C++ AMP.
Пример C++ функции, использующей C++ AMP для суммирования двух двумерных массивов:
```
void
 
AddArrays
(
int
 
n
,
 
int
 
m
,
 
int
 
*
 
pA
,
 
int
 
*
 
pB
,
 
int
 
*
 
pSum
)
 

{

    
concurrency
::
array_view
<
int
,
2
>
 
a
(
n
,
 
m
,
 
pA
),
 
b
(
n
,
 
m
,
 
pB
),
 
sum
(
n
,
 
m
,
 
pSum
);

    
concurrency
::
parallel_for_each
(
sum
.
extent
,
 
[
=
](
concurrency
::
index
<
2
>
 
i
)
 
restrict
(
amp
)

    
{

        
sum
[
i
]
 
=
 
a
[
i
]
 
+
 
b
[
i
];

    
});

}

```